# أدب عصر استعادة الملكية

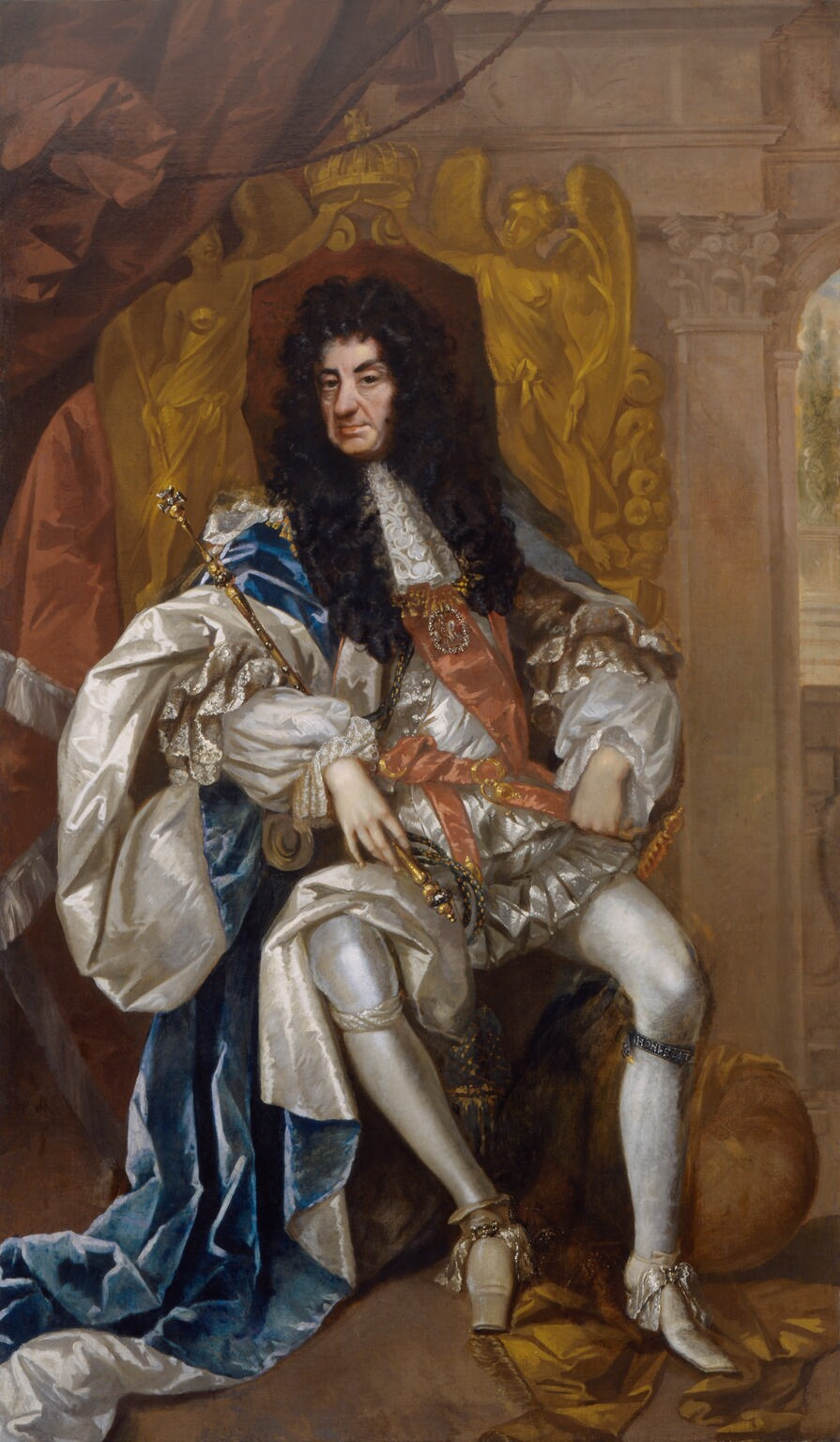

يُشير أدب عصر استعادة الملكية إلى الأدب الإنجليزي المكتوب في الفترة التاريخية المشهورة باسم استعادة الملكية الإنجليزية (1660-1689)، والموافقة لأواخر سنوات فترة حكم ستيوارت في إنجلترا، واسكتلندا، وويلز، وأيرلندا. بشكل عام، يُستخدم المصطلح للدلالة على الأساليب قريبة الشبه ضمن الأدب الذي اشتغل بردة الفعل على استعادة بلاط الملك تشارلز الثاني أو الاحتفال به. يجدر القول أنه أدب يجمع بين الأضداد، إذ يشمل الفردوس المفقود ومسرحية سدوم لإيرل روتشيستر الثاني، والمسرحية الكوميدية الجنسية الجريئة الزوجة القروية، والحكمة الأخلاقية في مسرحية رحلة الحاج. شهد أدب عصر استعادة الملكية نشر جون لوك رسالتان في الحكم المدني، وتأسيس الجمعية الملكية، وتجارب روبرت بويل في التأملات المقدسة، والانتقادات المحمومة التي صبّها جيرمي كولير على المسارح، وريادة النقد الأدبي لدى جون درايدن وجون دينيس. إضافة إلى ما تقدم، شهدت تلك الفترة تحول الأخبار إلى سلعة، وتطوّر كتابة المقالات إلى صيغة فنية دورية، وبدايات النقد النصي.
يحتدم الجدل بخصوص التواريخ الدقيقة المؤرخة لأدب عصر استعادة الملكية، والتي تختلف بشكل ملحوظ من نوع أدبي إلى آخر. لهذا السبب، فإن حقبة «استعادة الملكية» في تأريخ المسرح قد تدوم للعام 1700، في حين أنها في الشعر قد تدوم فقط للعام 1666 (راجع العام 1666 في الشعر) وأنوس ميرابيليس؛ وفي النثر الأدبي قد تمتد فترة استعادة الملكية حتى العام 1688، مع وجود خلافات متزايدة بشأن استمرارية النثر في أشكال صاعدة مثل الصحافة والمجلات، أو حتى العام 1700، عندما ترسخت المجلات بصورتها الثابتة. من ناحية عامة، يستخدم الباحثون مصطلح «استعادة الملكية» للدلالة على الأدب الذي ظهر وازدهر في عهد الملك تشارلز الثاني، بغض النظر فيما إذا تمثل ذلك الأدب في قصائد المديح الغنائية التي اكتسبت زخمًا جديدًا مع عودة طبقة الأرستقراطية، أو في أدب الإسخاتولوجيا (أحداث آخر الزمان) الذي عبّر عن يأس متزايد استبدّ بالبيوريتانيين، أو أدب الاتصالات والتجارة السريعة الذي جاء نتيجة لتحول إنجلترا إلى إمبراطورية تجارية.

## السياق التاريخي

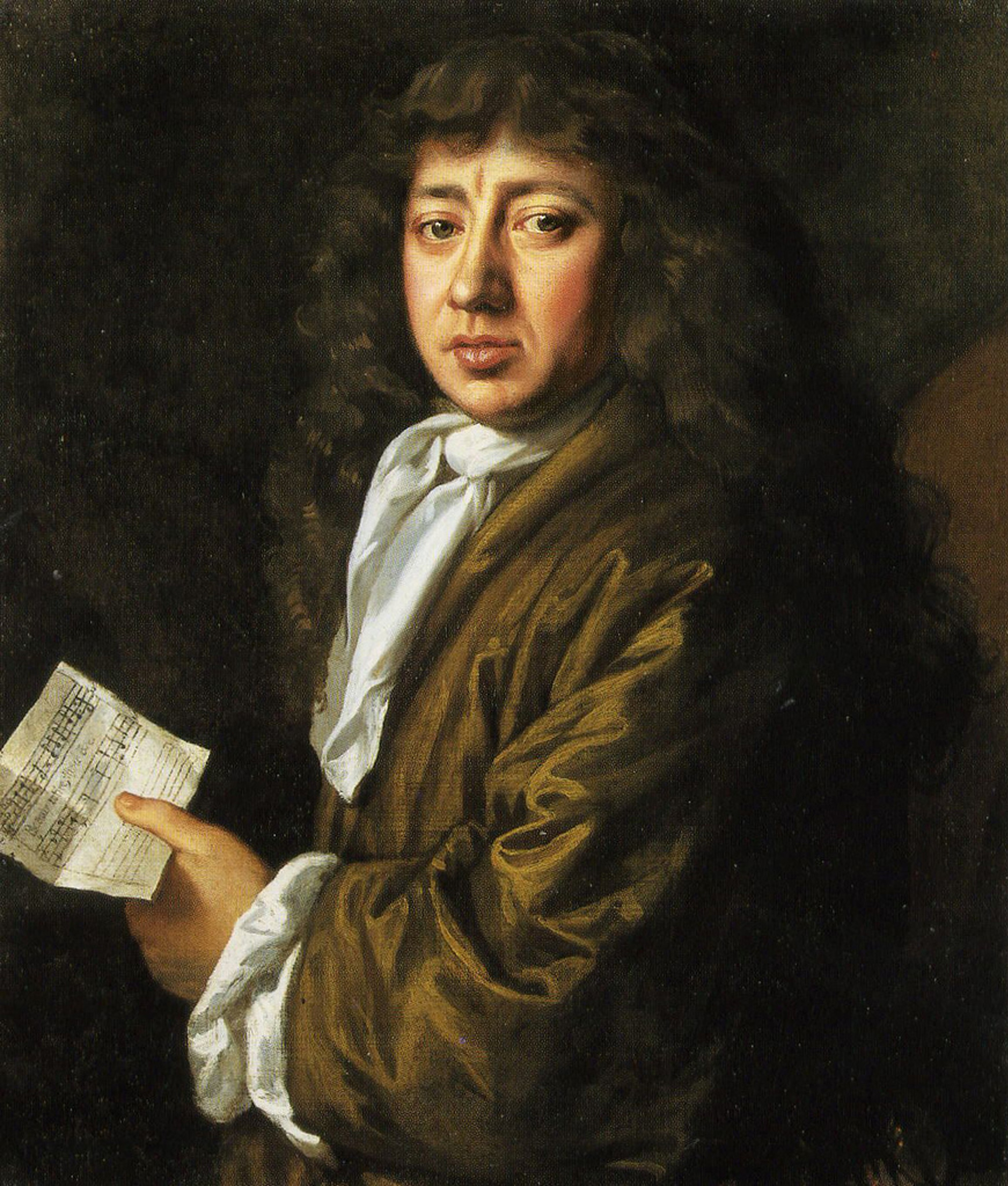
صورة لصموئيل بيبس

خلال فترة خلو العرش، هيمن الأدب البيوريتاني على إنجلترا إضافة إلى حضور متقطع للرقابة الرسمية (على سبيل المثال، آريوباجيتيكا لميلتون، وسحبه لاحقًا لهذا الخطاب). رغم أن بعض الوزراء البيوريتانيين في حكومة أوليفر كرومويل كانوا يكتبون الشعر المعقد والشهواني (مثل قصيدة أندرو مارفيل «إلى حبيبته الخجلى»)، فلم يُنشر هذا الشعر. وبصورة مشابهة، كان بعض الشعراء الذين نُشرت أعمالهم في عصر استعادة الملكية قد كتبوا شعرهم خلال فترة خلو العرش. أحدث الإيقاف الرسمي للثقافة الأدبية الناجم عن الرقابة والمعايير الأخلاقية المتطرفة في تزمّتها أحدث فجوة في التقاليد الأدبية الإنجليزية. في فترة الحرب الأهلية الإنجليزية، تسوّدت المشهد الشعري قصائد الشعراء الميتافيزيقيين من أمثال جون دون، وجورج هيربرت، وريتشارد لافلاس وأضرابهم. نمّى المسرح التقاليد المسرحية الإليزابيثية وأخذ يضم مسرحيات سياسية ومتعلقة بمجريات الأحداث (يُذكر منها مسرحيات توماس ميديلتون). أحدثت فترة خلو العرش نهاية، أو على الأقل وقفة إجبارية مؤقتة، لمصادر التأثير هذه وأتاحت الفرصة فيما يبدو لبداية جديدة لجميع صنوف الأدب بعد استعادة الملكية.
اتسمت السنوات الأخيرة لفترة خلو العرش بالاضطرابات، مثلها مثل أواخر سنوات عهد استعادة الملكية، واستُدعي أولئك الذين لم يفروا إلى المنافي ليعلنوا عن تغيير معتقداتهم الدينية غير ذات مرة. ترافق مع كل ميل ديني نوعٌ مختلف من الأدب، في كل من النثر والشعر (أما المسارح فقد كانت مغلقة خلال فترة خلو العرش). بعد وفاة كرومويل، وعندما لاح خطر تعيين ابنه ريتشارد كرومويل في منصب اللورد الحامي، تداعى السياسيون والشخصيات العامة إما إلى التحالف مع النظام الجديد أو لمعاداته. في الأدب المطبوع في تلك الفترة هيمنت القصائد الغنائية على الشعر، والكتابات الدينية على النثر. رغم الجهود الحكومية، لم تخفض صناعة كتابات المناشير الدينية من وتيرة إنتاجها. اعتقلت سلطات حكومة كرومويل شخصيات مثل مؤسس جمعية الأصدقاء جورج فوكس، الذين كانوا ينشرون أعمالهم على مسؤوليتهم الخاصة.
خلال فترة خلو العرش، فرت القوى الملكية الموالية لتشارلز الأول إلى المنفى مع تشارلز الثاني البالغ من العمر 22 عامًا وأنجزت نشاطات ناجحة في مجال الاستخبارات وجمع الأموال لعودتهم المحتملة إلى إنجلترا. التجأت بعض السيدات النبيلات إلى الأديرة في هولندا وفرنسا التي كانت تقدم ملاجئ آمنة للحلفاء المترحلين والنبلاء الذين طالهم الفقر. واستقر الرجال النبلاء في هولندا وفرنسا كذلك، إذ أنشأوا بلاطًا ملكيًا في المنفى في لاهاي قبل أن يؤسسوه بصورة أكثر استقرارًا في باريس. وهكذا وجد النبلاء الذين ارتحلوا مع تشارلز الثاني (وأولئك الذين انضموا إليه) أنفسهم لأكثر من عقد من الزمان حاضرين في خضمّ المشهد الأدبي للقارة الأوربية. نظرًا للتنوع الشديد الذي تميزت به كل من هولندا وفرنسا في القرن السابع عشر، انطبعت التأثيرات التي خلفها البلدان على أفراد بلاط تشارلز في المنفى بالتنوع كذلك، وشملت تلك التأثيرات المتنوعة المسافرين الذين نقلوا المعلومات الاستخبارية والأموال. أمضى تشارلز وقته في حضور المسرحيات في فرنسا، ونمت لديه ذائقة خاصة في المسرحيات الإسبانية. راح النبلاء الموجودون في هولندا يتعلمون أصول التبادل التجاري إضافة إلى الحوارات النثرية العقلانية والمتسامحة المتداولة في أمة متسامحة رسميًا. على سبيل المثال، كان جون برامهول لاهوتيًا في الكنسية العليا، ومع ذلك تحاور في المنفى طوعًا مع توماس هوبز وذهب إلى الكنيسة المرممة في لفتة متسامحة رغم حدة حججه التي طرحها. إضافة إلى كل ما سبق، فقد تعرف أفراد البلاط عن كثب على الكنيسة الكاثوليكية وشعائرها ومواكبها، وإلى درجة أقل على الشعر الإيطالي.

### ردة الفعل الأولية
عند جلوس تشارلز الثاني على العرش في العام 1660، صُقِل حسّ التجديد في الأدب بحس المشاركة الفجائية في الأدب الأوروبي بطريقة لم تعهدها إنجلترا قبل ذلك. كانت من أولى إجراءات تشارلز الثاني هو إعادة افتتاح المسارح ومنح براءة تمليك لمالكي المسارح ومدرائها. تلقى توماس كيليغرو براءة تمليك، فأسس شركة الملك المسرحية وفتح أول مسرح بموجبها في المسرح الملكي، دروري لين؛ كما تلقى السير ويليام ديفنانت براءة تمليك، وأسس شركة دوق يورك المسرحية وفتح مسرحه في لينكولنز إن فيلدز. اتسم المسرح بكونه علنيًا وشأنًا ملكيًا، وهكذا فقد عُهد إلى الشركتين المسرحيتين إنتاج عدد محدد من المسرحيات القديمة، وتوجب على ديفنانت تقديم مادة مسرحية ترتقي بالأخلاق. إلى جانب ذلك، أعيد إنشاء منصب شاعر البلاط بكامله مع الدفع ببرميل من الكحول الأبيض الإسباني، وشرط كتابة قصائد غنائية لأعياد الميلاد.
كان تشارلز الثاني رجلًا معتدًا بنفسه بسبب فطنته وخبرته في شؤون العالم. واشتُهر بكونه زير نساء كذلك. نتيجة لهذا، لقي الشعر اللمّاح، واللعوب، والواعي جنسيًا استحسان البلاط الملكي. أغدق تشارلز وأخوه جيمس، دوق يورك ملك إنجلترا التالي، أغدقا رعايتهما على الرياضيات والفلسفة الطبيعية، وبالتالي شجع البلاط الملكي الشك والبحث المفعم بالحيوية في الطبيعة. ورعى تشارلز الجمعية الملكية والتي تسابق أفراد البلاط على الالتحاق بها (على سبيل المثال، كان كاتب اليوميات البارز ساميول بيبس عضوًا فيها)، وفي نفس الوقت تمكن أعضاء الجمعية الملكية من الانضمام إلى البلاط الملكي. تعلم تشارلز وأفراد بلاطه الملكي دروس المنفى. كان تشارلز في الكنيسة العليا (واعتنق الكاثوليكية سرًا عند وفاته) وكان جيمس كاثوليكيًا متخفيًا، رغم أن السياسة الرسمية الملكية كانت متسامحة بشكل عام مع المختلفين دينيًا وسياسيًا. في الوقت الذي فرض فيه تشارلز نسخته الخاصة من مرسوم الاختبار، تباطأ في اعتقال أو اضطهاد البيوريتانيين، مفضلًا بدلًا من ذلك إبعادهم عن المناصب الرسمية (وبالنتيجة حرمانهم من مقاعدهم البرلمانية). وتبعًا لذلك، تزايد النثر الأدبي المعارض، والنظرية السياسية، والاقتصاد في عهد تشارلز الثاني.